# Noruega en el Festival de la Canción de Eurovisión Junior
Noruega fue uno de los países fundadores que debutó en el I Festival de Eurovisión Junior en 2003.
Su puntuación media hasta su retiro es de 51 puntos. A partir de 2023, no hay información sobre el regreso de Noruega al concurso.

## Participación

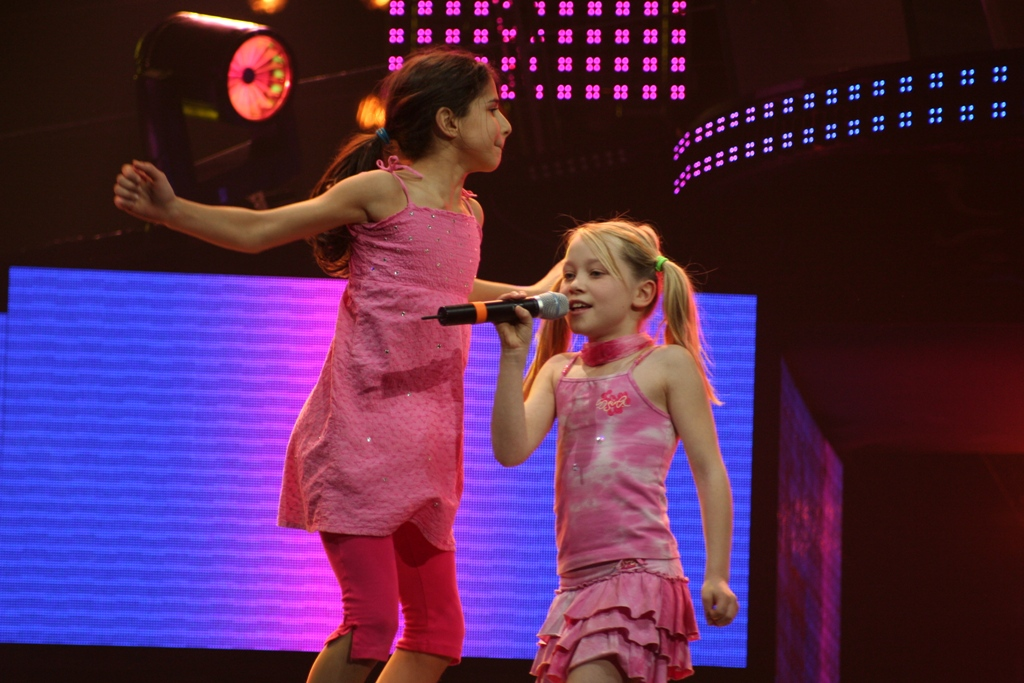
Malin Reitan en Hasselt (2005)

| 2003                           | Copenhague  | 2U           | «Sinnsykt gal forelsket»  | 13 | 18  |
| 2004                           | Lillehammer | @lek         | «En stjerne skal jeg bli» | 13 | 12  |
| 2005                           | Hasselt     | Malin Reitan | «Sommer og skolefri»      | 3  | 123 |
| No participó entre 2006 y 2024 |             |              |                           |    |     |

## Festivales organizados en Noruega
| Edición                                          | Ciudad sede | Localización | Presentandores                          |
| ------------------------------------------------ | ----------- | ------------ | --------------------------------------- |
| Festival de la Canción de Eurovisión Junior 2004 | Lillehammer | Haakons Hall | Nadia Hasnaoui y Stian Barsnes Simonsen |

## Votaciones
Noruega ha dado más puntos a...
| N.º | País                | Pts |
| --- | ------------------- | --- |
| 1   | Dinamarca           | 32  |
| 2   | Croacia             | 25  |
| 3   | España              | 20  |
| 3   | Bielorrusia         | 20  |
| 4   | Rumania             | 14  |
| 5   | Bélgica             | 12  |
| 6   | Reino Unido         | 11  |
| 7   | Suecia              | 8   |
| 7   | Grecia              | 8   |
| 8   | Países Bajos        | 7   |
| 9   | Macedonia del Norte | 5   |
| 9   | Rusia               | 5   |
| 10  | Letonia             | 4   |

Noruega ha recibido más puntos de...
| N.º | País                | Pts |
| --- | ------------------- | --- |
| 1   | Dinamarca           | 22  |
| 2   | Suecia              | 21  |
| 3   | España              | 13  |
| 4   | Letonia             | 11  |
| 5   | Países Bajos        | 10  |
| 5   | Malta               | 10  |
| 6   | Reino Unido         | 8   |
| 7   | Macedonia del Norte | 7   |
| 7   | Bélgica             | 7   |
| 7   | Bielorrusia         | 7   |
| 8   | Grecia              | 6   |
| 9   | Chipre              | 5   |
| 9   | Rumania             | 5   |
| 10  | Croacia             | 4   |

## Portavoces
| Año  | Portavoz            | 12 Puntos |
| ---- | ------------------- | --------- |
| 2005 | Karoline Wendelborg | Dinamarca |
| 2004 | Ida                 | Dinamarca |
| 2003 | Desconocido         | Croacia   |